# Geliebte Lügen (1975)
Geliebte Lügen (Originaltitel: Lies My Father Told Me) ist ein kanadisches Filmdrama des Regisseurs Ján Kadár aus dem Jahr 1975.

## Handlung
Ein sechsjähriger Junge fährt mit seinem Großvater in einem alten Pferdewagen durch die Gassen des jüdischen Emigrantenghettos von Montreal. Sie sammeln Schrott, den sie von den Bewohnern des Ghettos bekommen. Dann stirbt der Großvater und auch das Pferd Ferdeleh.

## Kritik
„In nostalgischen Bildern, melancholisch-liebevoll erzählte Geschichte aus dem jüdischen Emigrantenviertel im Montreal der 20er Jahre. Im Mittelpunkt der Handlung steht die Beziehung eines Sechsjährigen zu seinem Großvater. Ein sehr eindrucksvolles Zeugnis gläubiger jüdischer Lebensart, die noch von der Tradition getragen wird. Ebenso überzeugend der psychologische Aufriß der Großvater-Enkel-Beziehung und die Mischung gemütvoller mit pragmatisch-nüchternen Zügen.“

## Hintergrund
Bei den Golden Globe Awards 1976 wurde der Film als Bester fremdsprachiger Film ausgezeichnet. Außerdem erhielt Jeff Lynas eine Nominierung als Bester Nachwuchsdarsteller. Bei der Oscarverleihung 1976 erhielt Ted Allen eine Nominierung für das Beste Originaldrehbuch.